# Drestedt
Drestedt település Németországban, azon belül Alsó-Szászország tartományban. Lakosainak száma 846 fő (2023. december 31.). Drestedt Wenzendorf és Buchholz in der Nordheide községekkel határos.

## Népesség
A település népességének változása:
| Lakosok száma | 797  | 768  | 776  | 790  | 818  | 846  |
|               | 2016 | 2017 | 2019 | 2021 | 2022 | 2023 |